# Gót szubkultúra

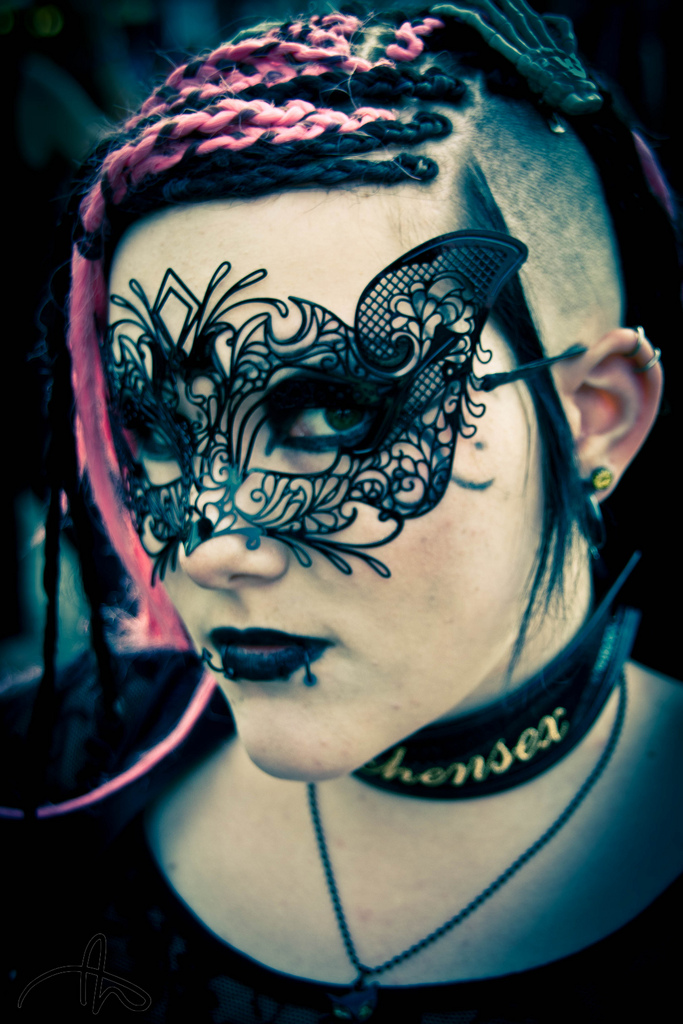
Németországi gót nő

A gót szubkultúra  számos országban megtalálható, modern kori irányzat. Az Egyesült Királyságból indult el az 1980-as évek elején a gótikus rock helyszínéről, és a punk stílus egy válfaja. A gót stílus hosszú élettartalmúnak tűnik, változatos jegyei vannak. Ábrázolása és kulturálisan negatív megítélése a 19. századi gótikus irodalomból származnak a horror filmekkel és kisebb mértékben, de a BDSM létrejöttével együtt.
A gót stílus hatással van a zenére, az esztétikára, a divatra. A gótikus zene számos különböző stílusban jelenik meg. A ruházat jellemzői változatosak a deathrock, punk, viktoriánus, reneszánsz és középkori stílusokból, illetve akár ezek keveréke is lehet, ám jellemzően fekete ruházatot, sminket és hajszínt takar.

## Kialakulása
Az 1970-es évek végén volt néhány posztpunk együttes, akiket „gótikusnak” neveztek. Azonban csak az 1980-as évek elejére vált külön stílussá a gótikus rock zene, és követőik, rajongóik kezdtek határozott csoportformát ölteni. A stílus vélhetően a Sounds című magazin egy cikkének hatására kapta a nevét az Egyesült Királyságban, mely 1981. február 21-én jelent meg Steve Keaton publikálásában. Jelentős találkozópontja lett a londoni Sohóban megnyílt Batcave szórakozóhely a kialakulóban lévő irányzatnak, melyet a New Musical Express zenei magazin „pozitív punk”-nak titulált. Ennek hatására később „batcaver” néven emlegették a korai stílusú gótokat.
Az angol helyszíntől függetlenül az 1970-es évek végén és '80-as évek elején az amerikai punk stílustól is különvált a death rock. Az 1980-as években és az 1990-es évek elején Németországban is új szubkultúra fejlődött ki „Gruftis” néven (kripta- vagy sírteremtmények), akiknek a stílusa a gótikus és új hullám keveredéséből jött létre, némi hatással az új romantikából is, ők alkották a „sötét kultúra” első szakaszát.

### A posztpunk után
A posztpunk népszerűségének csökkenése után a stílus zeneileg és külső jegyeiben is részekre vált, így alakultak ki a gótok különböző típusai. Az 1990-es évekre a viktoriánus stílusú divat volt a jellemző.

### Jelenlegi szubkulturális különbségek
Az 1990-es évekre a gót kifejezés és az egyes szubkultúrák közti határok elmosódtak. Új szubkultúrák jöttek létre vagy váltak népszerűbbé a többinél, néhányuk összeütközésbe került a gót stílussal az emberek között és a médiában is. A probléma inkább az egyes stílusok külső jegyekbeli hasonlósága miatt merült fel, és nem az adott stílusú zenekarok műfajai okozták. A kifejezést később azokra az együttesekre használták, aki sem zeneileg, sem külső jegyeikben nem hasonlítottak az eredeti gótikus szubkultúra elemeire. Ez végül egy gót szleng kialakulásához vezetett, melyben a különböző stílusú gótok nevezték a többi gót stílusú csoportok tagjait.
A stílus mellékágaira az eredeti szubkultúra tagjai különbözőképpen reagáltak. Némelyek biztonságban érezvén magukat a saját csoporthoz-tartozásuk miatt, sértésnek érezték ha gótnak nevezték őket, míg mások úgy döntöttek, csatlakoznak az meglévő irányzatok egyéni elnevezésű csoportjaihoz. Még mások egyszerűen figyelmen kívül hagyták ezeket a csoportokat, és saját elképzeléseik alapján tartották magukat gótnak. Az egyes szubkultúrák változó alfajai miatt lehetetlen precízen meghatározni az azok közötti határokat.

## A gót színtér
A gótikus rock és death rock képviselői nem voltak túl nagy számban, az alábbi zenekarok ismertek: Bauhaus, Specimen, The Damned, The Birthday Party, Southern Death Cult, Ausgang, Sex Gang Children, 45 Grave, UK Decay, The Virgin Prunes, Kommunity FK, Alien Sex Fiend és a Christian Death. Gloria Mundi, This Mortal Coil, Dead Can Dance, mittageisen, Adam and the Ants korai felállása és a Killing Joke szintén hasonló stílusú volt.
A '80-as évek közepére a gót zenét játszó együttesek száma növekedésnek indult és egyre népszerűbbé vált, mint a The Sisters of Mercy, The Mission, Xmal Deutschland, The Bolshoi és a Fields of the Nephilim, a '90-es években további újabb zenekarok alakultak. A Factory Records, 4AD Records és Beggars Banquet Records lemezkiadó cégek hozták el ezeket a zenéket Európába, míg a Cleopatra Records pedig az Egyesült Államokba. A 4AD együtteseinek népszerűsége eredményezte egy hasonló amerikai társaság létrejöttét Projekt Records néven. Ez egy könnyedebb zenei stílust hozott létre, a dark wave stílus egy alfaját.
A '90-es évek közepére a következő zenei stílusoknak is alakultak ki goth zenei elemeket is felhasználó formái és ezáltal a szubkultúra zenei színterének részeivé váltak: indusztriális zene, psychobilly, electronic body music, ambient, experimental, szintipop, shoegazing és a '70-es évekbeli glam rock.
A 2000-es utáni években korai gót zenét játszó együttesek közül a Cinema Strange, Bloody Dead And Sexy, Black Ice és az Antiworld váltak nagyon népszerűvé. A Nights like Ghoul School és a Release The Bats keményebb death rock zenét játszanak, és a Drop Dead Festival rendezvény a világ minden tájáról vonzza a death rock stílus rajongóit.
Mai modern gót zenének elsősorban a dark wave és annak alirányzatai tekinthetőek, de néhány zenekar a mai napig korai Goth Rock-ot, Post-Punk-ot vagy ezek egyéb zenei elemekkel vegyített kisérletezősebb változatát játssza.
Napjainkban a gót zene legfőbb színtere Nyugat-Európa, azon belül is különösen Németország, ahol több tízezres rajongótábort vonzó fesztiválokat rendeznek (Wave-Gotik-Treffen, M'era Luna). Észak-Amerikában is rendszeresek a hasonló rendezvények, mint a Chamber's Dark Art & Music Festival.

### A stílus Magyarországon
Magyarországon is a punk mozgalom kialakulását követte a new wave, az új hullám és underground néven az új szubkulturális vonulat, a gót stílus végül 1989-re alakult ki. A magyarországi mozgalom kiváltó okának a rendszerváltást jelölhetjük meg. A '70-es évektől az életszínvonal folyamatosan romlott, a politikai helyzet is nagy változásokon ment keresztül, nőtt a munkanélküliség és a deviancia. A fiatalok nagy részére jellemzővé vált a pesszimizmust és nihilizmus, és a gót stílus ezen fiatalok érzéseit fejezte ki. A gót stílus magyar képviselői Nulladik Változat, Cantara, Esőtükör, Holt Költők Társasága, lÉLEKzet, Sense of Silence. A képzőművészetben Máthé Zsuzsa 1980-as évek második felében készült alkotásaiban jelenik meg először.

## Ideológia
A gót szubkultúra ideológiájának pontos definiálása több okból is nehéz. Az egyik az érdekeltek hangulatának és esztétikájának fontossága. Ezt részben a romanticizmus és neoromanticizmus inspirálta. A gótok sötét, titokzatos és morbid külseje a romanticizmus gótikus novelláival hozható párhuzamba. A 18. század végén és 19. században a horror, a természetfeletti érzés széles körben elterjedt volt a népszerű irodalomban. A folyamat tovább haladt a modern kori horror filmekben. A hangulat és esztétika mellett a gót irányzat másik központi eleme a teatrializmus és drámaiság.
A gótok általában nem támogatják az erőszakot. A média számos alkalommal tévesen kapcsolta össze erőszakos bűncselekményekkel a gót szubkultúra tagjait. Azonban az erőszak és gyűlölet nem része a gót ideológiának. Ehelyett az ideológia inkább a felismerésen, azonosuláson és a közösségi és egyéni bűnök miatti szomorúságon alapul, amit a kultúra egyéb területei igyekeznek figyelmen kívül hagyni vagy elfelejteni. Ezek a gót zenei stílusnak is a központi témái.
A gót ideológia pontos meghatározásának másik akadálya a gótok jellemzően apolitikus természete. Míg az egyének társadalmi normákkal szembeni ellenállása nagyon kockázatos volt a 19. században, napjainkban már jóval kevésbé van így. Így a gót szubkultúra lázadásának jelentősége korlátozott. A hippi és punk mozgalmakkal ellentétben a gót szubkultúra nem hordoz politikai üzeneteket és nem próbál társadalmi aktivitást elérni. A stílust inkább az egyéniség hangsúlyozása, a különbségek elfogadása, a kreativitás kiemelése és enyhe cinizmus jellemzi, de ezek sem általános a szubkultúra minden egyes tagjára. Különösen a katolicizmus esztétikai elemei jelennek meg gyakran a szubkultúrában. Ezek oka szatirikus vagy egyszerűen csak dekorációs okai vannak.

## Öltözködés

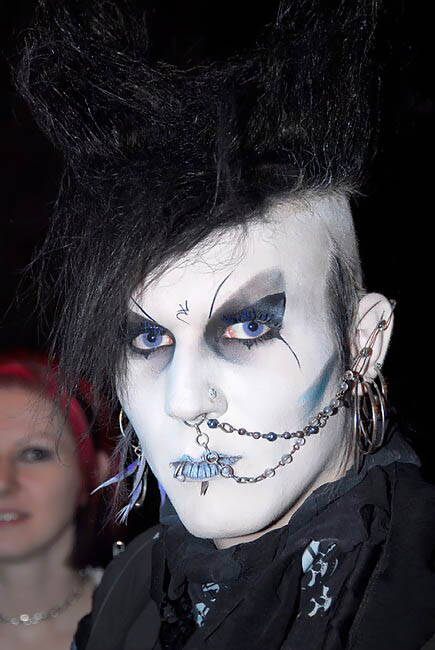
Németországi gót férfi

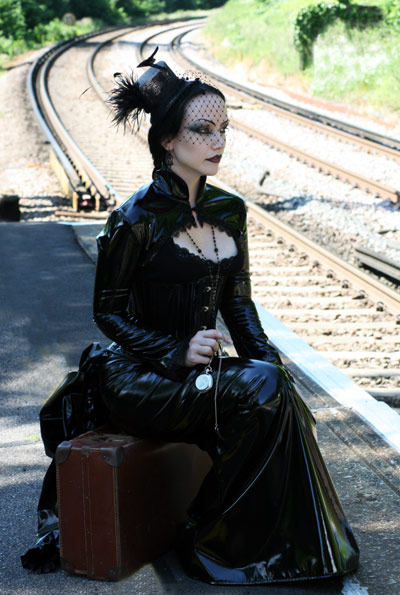
Lady Amaranth gót stílusú modell

A gót stílust képviselők jellemző ruházata a sötét, néha morbid ruhák. A tipikus gót divat jegyei a feketére festett haj, feketére húzott szem, fekete körmök, fekete ruházat, és vagylagosan piercingek. A stílus jegyeit gyakran az Erzsébet-korabeli, a viktoriánus vagy középkori korszakokból kölcsönzi, időnként katolikus és más vallási jellemzőkkel, mint például a kereszt vagy az ankh viselése. Gyakori viselet a bársony és csipke ruhadarabok, a szegecsek, láncok, kesztyűk. A külsőségek nagyon különbözőek lehetnek az egyének földrajzi elhelyezkedése alapján, bár a legjellemzőbb jegyek általában azonosak. A laikusok gyakran keverik a gót stílust a heavy metal divatjával, főként a heavy metal olyan képviselői esetében, akik ballonkabátot és halál-stílusú sminket hordanak.

## Közvélemény
A gót stílus hátborzongató jellemzői általános nyugtalanságot okoz a gótok pszichológiai állapotával kapcsolatban. A média több olyan bejelentést tett közé, melyek arra a következtetésre vezetik a közönséget, hogy a gótok illetve a velük kapcsolatban állók gonoszak, bűnösök, azonban ez vitatott és a gót szubkultúrát általában erőszakmentesnek írják le. Történtek olyan események, amikor saját magukat vagy mások által őket gótnak tartó egyének erőszakos bűncselekményeket követtek el, akár iskolai lövöldözéseket is. Ezek az incidensek és a gót irányzathoz való kapcsolódásuk hozzájárult a gótok óvatos, körültekintő megítéléséhez.
A negatív közvélemény akkor érte el tetőpontját, amikor a Columbine középiskolai mészárlással kapcsolatban kiderült, hogy két olyan tanuló műve volt, akiket tévesen a gót irányzat tagjainak tartottak. Ez a téves állítás széles körben negatív reakciókat váltott ki az észak-amerikai gótok irányába. Az esetben nyomozók öt hónappal később már azt állították, nem volt kapcsolat a gót szubkultúra és a gyilkosok között.
A kanadai Dawson főiskolai 2006-ban történt lövöldözést szintén a gótokhoz kapcsolta a közvélemény. Kimveer Gill, aki egy embert megölt, tizenkilencet megsebesített, egy VampireFreaks weboldalon saját magáról úgy nyilatkozott, mint „fegyverimádó gót”. A lövöldözést követő napon jelent meg olyan hír, hogy „nehéz idők jönnek az indusztriális / gothic zene rajongói számára az újabb gyilkosság miatt”, ami arra utalt, hogy Gill a gót irányzat tagjai közé tartozik. A Gillnél tartott házkutatás során olyan levelet találtak nála, melyben Gill a Columbine-on lövöldöző Eric Harrist és Dylan Kleboldot dicsőíti, valamint egy „A lövöldözés nem buli Ozzy és barátai nélkül” feliratú CD-t. Bár a lövöldözőről azt állították, rögeszmés gót, zenei kedvenceit a média „a heavy metal ki-kicsodájának” nevezte. Mick Mercer író, újságíró és a gót zene vezető történésze azt állította, Kimveer Gill „nem gót. Sosem volt gót. A zenekarok, melyek a kedvencei között voltak, mind metal, grunge, rock és gothic metal zenekarok, köztük néhány indusztriális stílusúval”, „Kimveer Gill metalt hallgatott”, „Semmi köze a gót stílushoz”.  Mercer hangsúlyozta, hogy nem a heavy metalt hibáztatja Gill tetteiért, sőt „egyáltalán nem számít, milyen zenét szeretett”.
Egy újabb iskolai lövöldözés, melyet tévesen a gót szubkultúrára terhére írtak, 2005-ben történt a Red Lake középiskolában. Jeff Weise hét embert ölt meg és úgy vélték, a fiú a gót irányzat tagja, mivel fekete kabátot hordott és heavy metált hallgatott, továbbá neonáci fórumokon megtalálható volt.
További hasonló események is történtek még, ahol az elkövetőket a gót stílus követőinek vélték, például a Scott Dyleski-gyilkosság vagy a Richardson család megölése, bár ezek nem kaptak akkora sajtófigyelmet, mint az iskolai lövöldözések.
A nyilvánosság félrevezetése és gót szubkultúra jellemzőinek figyelmen kívül hagyása miatt a stílus képviselői időnként előítéletekkel, hátrányos megkülönböztetéssel és türelmetlenséggel találják szembe magukat. Mivel hasonló helyzet áll fenn egyéb vitatott szubkultúrák és alternatív irányzatok tagjaival szemben is, a laikusok akár szándékosan, akár figyelmetlenségből, de gyakran igyekeznek tudomást sem venni a gótokról. A figyelmen kívül hagyás még a jobbik verzió, mert időnként a gót stílusú fiatalok megfélemlítés, megalázás vagy akár fizikai erőszak áldozataivá is válnak. 2006-ban egy tengerész, James Eric Benham testvérével együtt megtámadott négy gótot San Diegóban. Egyikük, Jim Howard kórházba került. Támadóikat 2007-ben további négy hasonló esemény miatt elfogták, bár Benham csak 37 napot töltött végül börtönben. A tárgyalásuk alatt fény derült rá, hogy valóban szubkulturális hovatartozásuk miatt támadták meg a fiatalokat. Ez egyértelműen „gyűlölet-bűncselekmény” volt, bár a San Diegó-i bíróság akkor ezt nem ismerte el. Hasonló támadás áldozatai voltak még 2007-ben egy gót pár a Stubbylee Parkban (Bacup, Lancashire, Anglia), vagy 2008-ban Paul Gibbs és barátai Rothwellben.
A British Medical Journal közzétett egy tanulmányt, mely szerint „a gót szubkultúrához tartozás a legbiztosabb előrejelzése a fiatalok önbántalmazásának vagy öngyilkosság elkövetésének”. A tanulmányt tizenöt gót fiatal mintája alapján írták, melyek közül nyolc követett el valamiféle bántalmazást saját maga ellen, hét vágta, metszette meg magát és hét kísérelt meg öngyilkosságot. A tanulmány szerzői szerint az ilyen sérülések legtöbbjének okozása a szubkultúrához való csatlakozás előtt történt, és hogy a csoporthoz tartozás tulajdonképpen megvédte a továbbiakban az életüket. Ennek ellenére a szerzők tartják magukat a kis minta alapján végzett tanulmány igazához, illetve az ismétlés szükségességéhez a biztos végeredmény érdekében. A kis minta alapján közzétett tanulmány miatt támadták annak szerzőit, főként, hogy nem vettek számításba egyéb hatásokat és a különböző típusú gót irányzatokat sem.

## Fordítás
Ez a szócikk részben vagy egészben  a   Goth subculture című angol Wikipédia-szócikk ezen változatának fordításán alapul.  Az eredeti cikk szerkesztőit annak laptörténete sorolja fel. Ez a jelzés csupán a megfogalmazás eredetét és a szerzői jogokat jelzi, nem szolgál a cikkben szereplő információk forrásmegjelöléseként.

## Külső hivatkozások
- gothic.hu[halott link] (magyarul)
- gothicsubculture.com Archiválva 2010. május 12-i dátummal a Wayback Machine-ben (angolul)